# 仁多町
仁多町（にたちょう）は、かつて島根県の奥出雲地方にあった町。仁多郡に属した。
2005年、横田町と合併し奥出雲町となった。
なお、町内大字佐白には雲南市木次町北原の飛び地がある。奥出雲町になった現在も同様である。

## 歴史
- 1955年（昭和30年）4月15日 - 三成町・阿井村・亀嵩村・三沢村・布勢村が合併して仁多町が発足。
- 2005年（平成17年）3月31日 - 横田町と合併して奥出雲町が発足。同日仁多町廃止。

## 教育
現在は、仁多町立のものは奥出雲町立となっている。

### 幼稚園
- 仁多町立三成幼稚園
- 仁多町阿井幼稚園
- 仁多町立亀嵩幼稚園
- 仁多町立布勢幼稚園
- 仁多町立三沢幼稚園

### 保育園
- 三成保育所
- 阿井保育所

### 小学校
児童数の減少により、2026年度、旧仁多町内の小学校は1校へ統合される予定。
- 仁多町立三成小学校
- 仁多町立阿井小学校
- 仁多町立亀嵩小学校
- 仁多町立高尾小学校
- 仁多町立布勢小学校
- 仁多町立三沢小学校

### 中学校
- 仁多町立仁多中学校

## 交通

### 鉄道
- 木次線:亀嵩駅、出雲三成駅、出雲八代駅

### 高速道路
町内を走る高速道路はない。

### 国道
- 国道314号
- 国道432号

### 県道
- 主要地方道
  - 島根県道25号玉湯吾妻山線
  - 島根県道38号掛合上阿井線
  - 島根県道49号上阿井八川線
  - 島根県道51号出雲仁多線（現・島根県道51号出雲奥出雲線）

- 一般県道
  - 島根県道156号木次横田線
  - 島根県道269号杉戸仁多線（現・島根県道269号吉田奥出雲線）
  - 島根県道270号下横田出雲三成停車場線

## 河川・山岳

### 河川
- 斐伊川

### 山岳
- 猿政山